# Mirante (Bahia)
Mirante é um município brasileiro localizado no sudoeste da Bahia. Compõe um dos municípios do territorio identidade do sudoeste baiano,proposto pela Superintendencia de Estudos Economicos e Sociais da Bahia

## Organização Político-Administrativa
O município de Mirante possui uma estrutura político-administrativa composta pelo Poder Executivo, chefiado por um prefeito eleito por sufrágio universal, o qual é auxiliado diretamente por secretários municipais nomeados por ele, e pelo Poder Legislativo, institucionalizado pela Câmara Municipal de Mirante, órgão colegiado de representação dos munícipes que é composto por 9 vereadores também eleitos por sufrágio universal.

### Atuais autoridades municipais de Mirante
- Prefeito: Wagner Ramos Lima - PSD (2021/-)[8]
- Vice-prefeito: Emerson Silva Meira - PC do B (2021/-)[8]